# Смолянський планетарій
Планетарій з народною астрономічною обсерваторією в Смоляні (болг. Планетариум с народна астрономическа обсерватория) — найбільший планетарій Болгарії. Працює з 1975 року. Проводить популяризаторську діяльність, освіту школярів, власні астрономічні спостереження. Входить до 100 туристичних об'єктів Болгарії під номером 83.

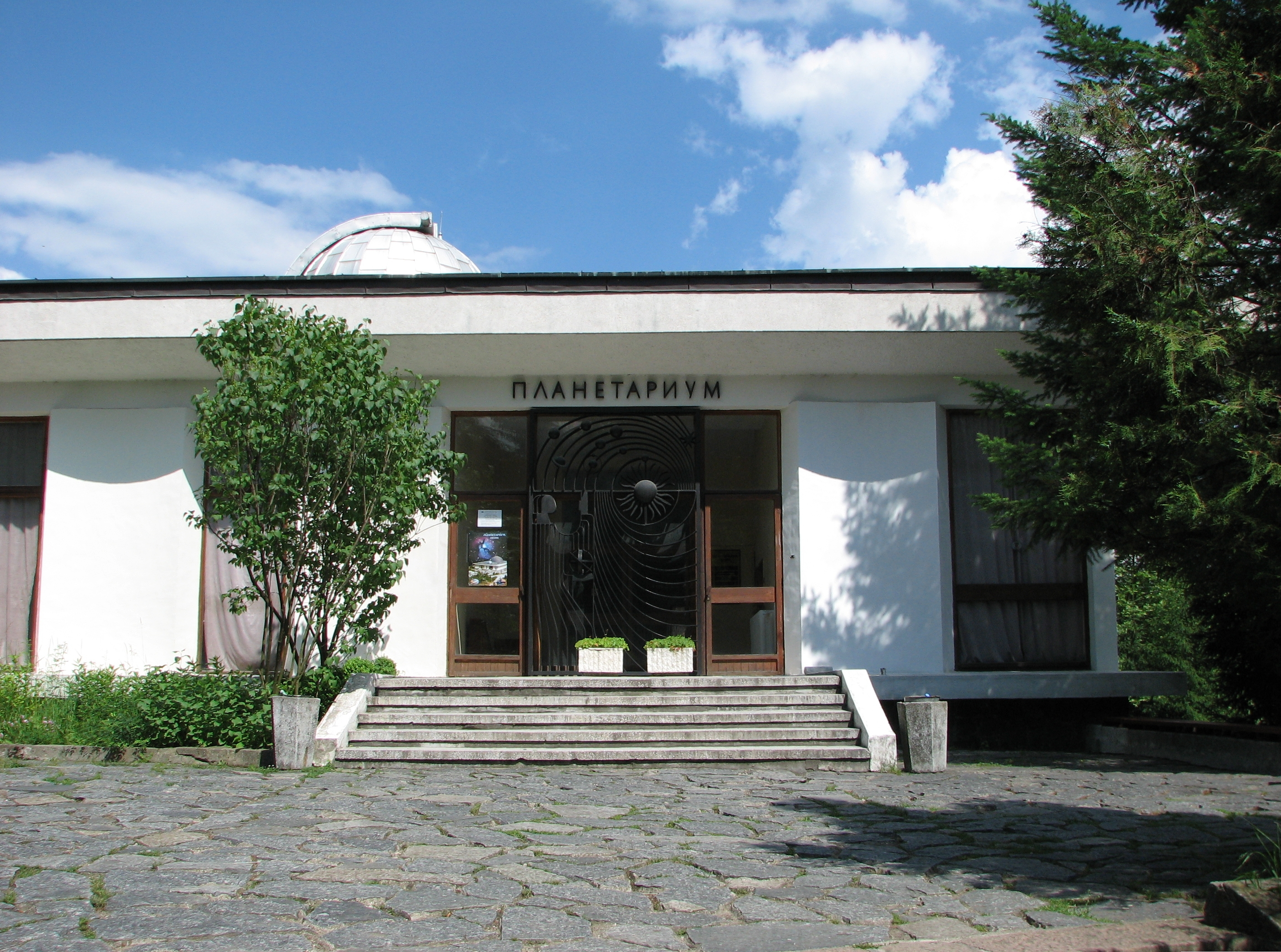
Службовий вхід до планетарію й купол обсерваторії

## Популяризаторська діяльність
У зоряному залі планетарію демонструють різноманітні астрономічні шоу: казкові вистави для дітей, оглядові й тематичні лекції для широкої аудиторії. Окрім болгарської, лекції читаються також російською, французькою, німецькою, англійською, грецькою, турецькою мовами. Окрім астрономічних, проводяться також інші програми, зокрема музичні та поетичні.

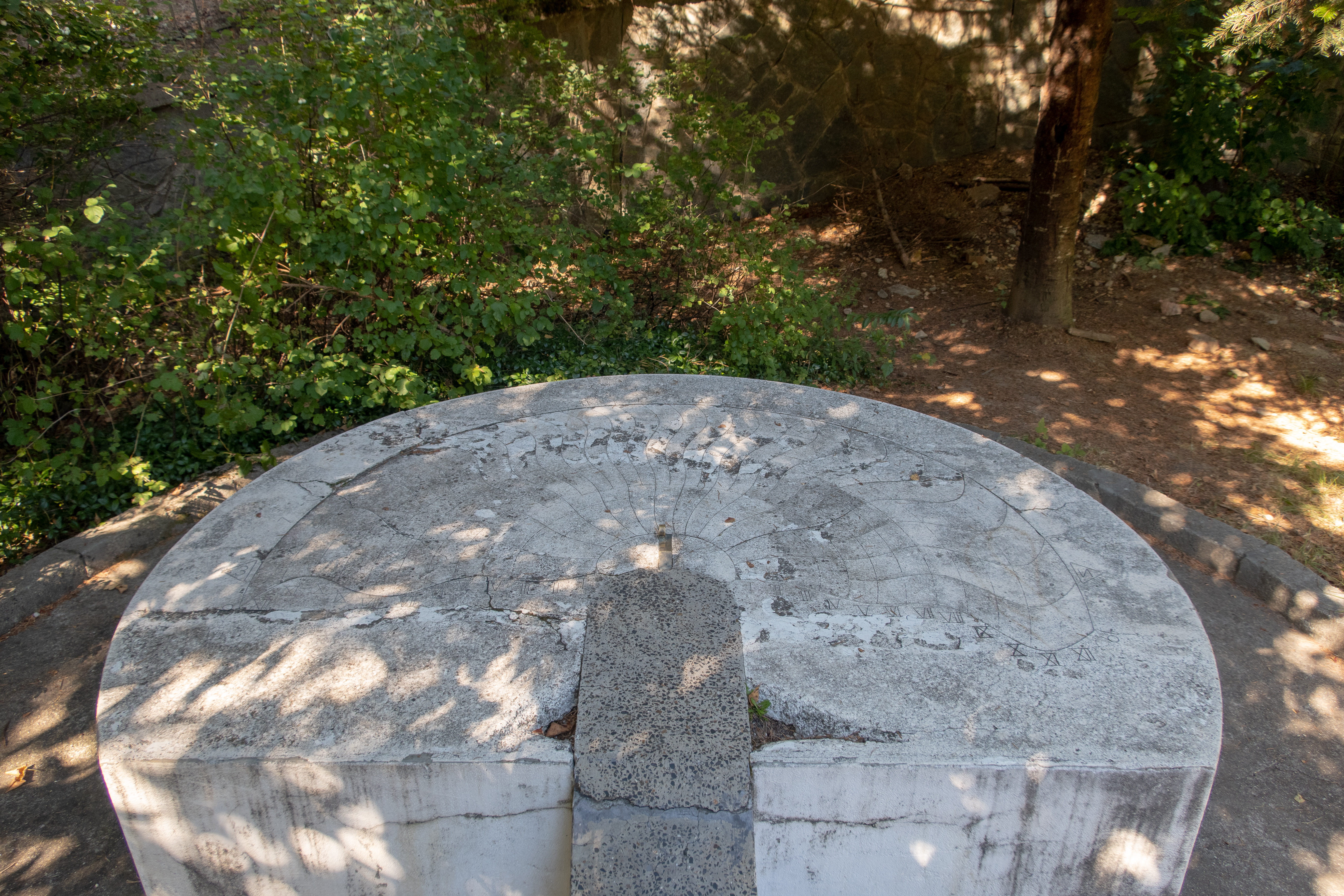
Сонячний годинник

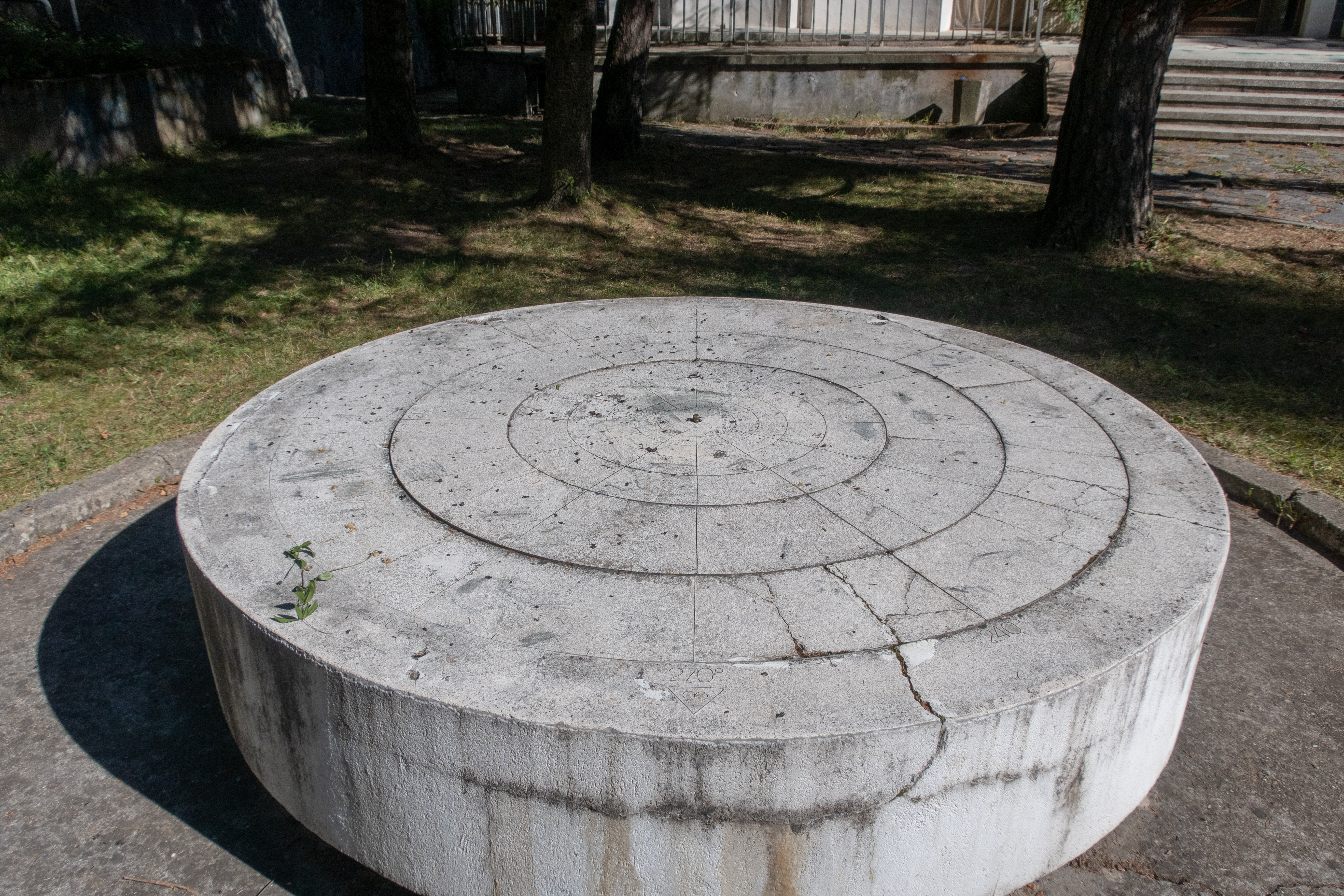
Гномон — простий старовинний астрономічний інструмент

Від самого відкриття планетарію (1975) при ньому працює Молодіжний астрономічний клуб Сотіс (названий на часть давньоєгипетського імені зорі Сіріус).

## Освітня діяльність
Планетарій працює з учнями всіх класів болгарської школи, а також з дітьми дошкільного віку. У планетарії розроблено багато навчальних програм, пов'язаних з матеріалом, що вивчається в шкільних курсах астрономії, фізики, географії. Працюють астрономічні гуртки для дітей різного віку, поєднані в Молодіжний астрономічний клуб. Для його членів проводяться спостережні табори: для початкових і середніх класів — в самому планетарії, а для старших класів — в Національній астрономічній обсерваторії в Рожені.
Також планетарій розробляє методичні матеріали та організовує семінари для шкільних вчителів фізики та астрономії.

## Дослідницька діяльність
Дослідницька діяльність планетарію включає сонячний патруль. З 1990 року планетарій співпрацює з «Центром даних індексу сонячних плям» у Королівській обсерваторії Бельгії та щомісяця надсилає туди дані спостережень сонячних плям.
Планетарій також активно працює над візуальним і фотодокументуванням всіх місячних і сонячних затемнень та інших цікавих астрономічних явищ, видимих з території Болгарії. З 1975 року в планетарії було знято 7 сонячних і 15 місячних затемнень. Деякі фотографії є унікальними для Болгарії.
Зібрано значний архівний матеріал. Фахівці планетарію вивчають астрономічні уявлення місцевого літнього населення.

## Обладнання

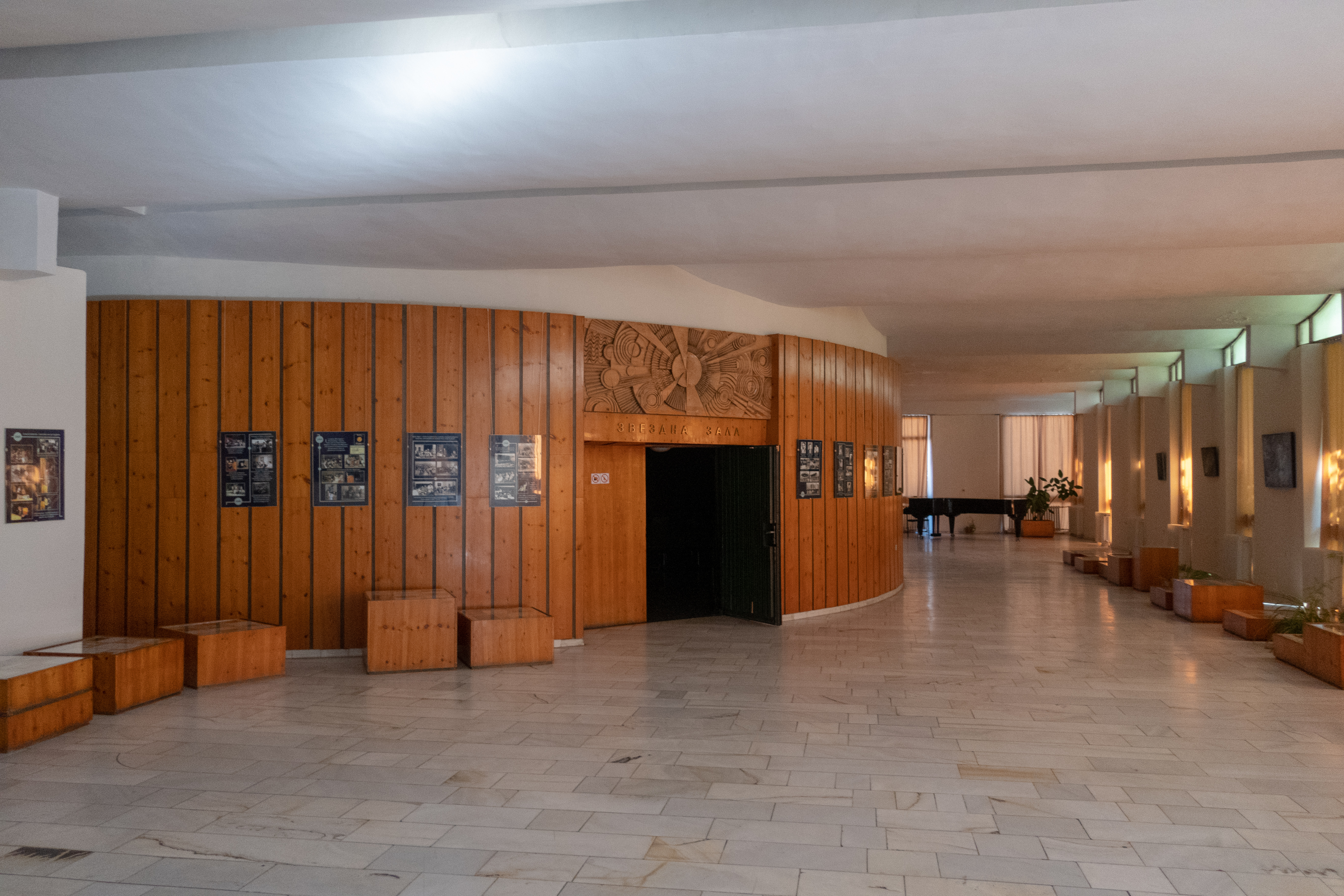
Кругла зоряна зала

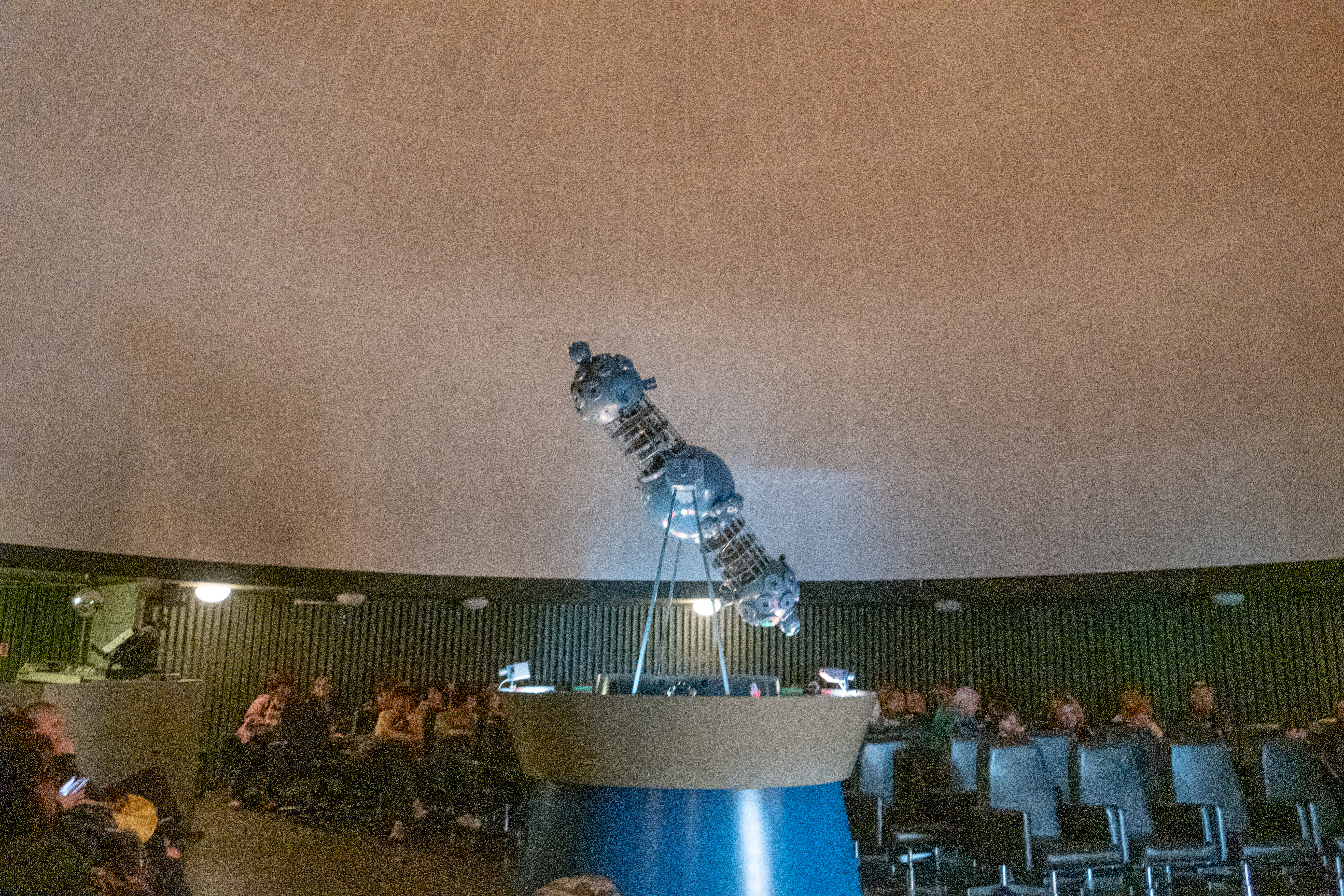
Проєктор

Круглий зоряний зал розрахований на 150 місць і містить купол діаметром 15 м. У центрі розташований головний проєктор, виготовлений на заводах Carl Zeiss у Німеччині, який дозволяє відтворювати рухи небесної сфери, Сонця, Місяця та планет Сонячної системи.
Під 3-метровим куполом обсерваторії встановлено телескоп-рефлектор системи Кассегрена з діаметром головного дзеркала 15 см і фокусною відстанню 2,25 м. У планетарії також є рефлектор Celestron моделі NEXSTAR 130 SLT з діаметром 13 см і фокусною відстанню 65 см і кілька менших телескопів. За допомогою цих телескопів відвідувачі можуть вдень спостерігати Сонце та активні області сонячної фотосфери, а ввечері — Місяць, планети, подвійні зорі, зоряні скупчення, туманності, галактики.